# Maesa bengalensis
Maesa bengalensis är en viveväxtart som beskrevs av Carl Christian Mez. Maesa bengalensis ingår i släktet Maesa och familjen viveväxter. Inga underarter finns listade i Catalogue of Life.